# Clavija
Genre
Clavija est un genre de plantes à fleurs de la famille des Primulaceae.

## Description
Ce sont des plantes herbacées.

## Étymologie
Le genre Clavija a été donné en l'honneur de José Clavijo y Fajardo, traducteur de Buffon.

## Liste d'espèces
Selon Catalogue of Life (4 août 2018) :
- Clavija biborrana Oerst.
- Clavija caloneura Mart. ex Miq.
- Clavija cardenasii Rusby
- Clavija cauliflora Regel
- Clavija clavata Decne.
- Clavija colombiana B. Ståhl
- Clavija costaricana Pittier
- Clavija domingensis Urb. & Ekman
- Clavija eggersiana Mez
- Clavija elliptica Mez
- Clavija euerganea Macbride
- Clavija fernandezii Philipson
- Clavija fulgens Hook. fil.
- Clavija fusca B. Ståhl
- Clavija grandis Decne.
- Clavija harlingii B. Ståhl
- Clavija imatacae B. Ståhl
- Clavija imazae B.Ståhl
- Clavija jelskii Szyszyl.
- Clavija kalbreyeri (Kuntze) Mez
- Clavija killipii B. Ståhl
- Clavija lancifolia
- Clavija laplanadae B. Ståhl
- Clavija latifolia (Willd. ex Roem. & Schult.) C. Koch
- Clavija lehmannii Mez
- Clavija leucocraspeda B. Ståhl
- Clavija longifolia Ruiz & Pav.
- Clavija macrocarpa Ruiz & Pav.
- Clavija macrophylla (Link ex Roem. & Schult.) Miq.
- Clavija membranacea Mez
- Clavija mezii
- Clavija minor B. Ståhl
- Clavija myrmecocarpa B. Ståhl
- Clavija neglecta B. Ståhl
- Clavija nutans (Vell.) B. Ståhl
- Clavija obtusifolia B. Ståhl
- Clavija ornata D. Don
- Clavija parvula Mez
- Clavija peruviana B. Ståhl
- Clavija plumbea B. Ståhl
- Clavija poeppigii Mez
- Clavija procera B. Ståhl
- Clavija pubens W.G. D'Arcy
- Clavija pungens (Willdenow ex Roemer & Schultes) Decaisne
- Clavija repanda B. Ståhl
- Clavija rodekiana Linden & André
- Clavija sanctae-martae B. Ståhl
- Clavija schwackeana Mez
- Clavija septentrionalis L. O. Williams
- Clavija serratifolia Mez
- Clavija spinosa (Vell. Conc.) Mez
- Clavija subandina B. Ståhl
- Clavija tarapotana Mez
- Clavija umbrosa (Linden) Regel
- Clavija venosa B. Ståhl
- Clavija wallnoeferi B.Ståhl
- Clavija weberbaueri Mez

## Publication originale
- (la) Ruiz & Pavón, 1794 : Florae Peruvianae et Chilensis prodromus, sive, Novorum generum plantarum Peruvianarum et Chilensium descriptiones, et icones. Édition 2, p. 1-152[1] (texte intégral).